# Periprava
Periprava es una localidad rumana de la comuna de C.A. Rosetti, en el condado de Tulcea.

## Historia
Hacia finales del siglo XIX, la localidad, que ya por entonces pertenecía al condado de Tulcea, formaba parte de la comuna de Sfiştofca y tenía contabilizada una población de 320 habitantes, todos lipovanos.
En la segunda mitad del siglo XX la localidad había pasado a formar parte de la comuna de C.A. Rosetti. En el censo de 2021 la localidad tenía una población de 167 habitantes.